# Çorbacılar, Güney
Çorbacılar là một xã thuộc huyện Güney, tỉnh Denizli, Thổ Nhĩ Kỳ. Dân số thời điểm năm 2010 là 115 người.